# Jeannette (Pennsylvanie)
Pour les articles homonymes, voir Jeannette.
Jeannette est une ville située dans le comté de Westmoreland, dans le Commonwealth de Pennsylvanie, aux États-Unis. Sa population, qui s’élevait à 9 654 habitants lors du recensement de 2010, est estimée à 9 303 habitants au 1er juillet 2020.

## Géographie
La ville a une superficie de 6,2 km2 (2,4 mi2).

## Histoire
Jeannette a été fondée en 1888.

## Personnalité liée à la ville
Slide Hampton est né à Jeannette en 1932.